# Neopalicus simulus
Neopalicus simulus is een krabbensoort uit de familie van de Palicidae. De wetenschappelijke naam van de soort is voor het eerst geldig gepubliceerd in 2010 door Castro.